# Canal Campero
Canal Campero fue un canal de televisión de pago creado por Antena 3 Temática que emitía contenidos dedicados a la caza, la pesca y diferentes actividades al aire libre.

## Historia
El 16 de diciembre de 1997, Telefónica organizó una presentación en Madrid de nuevos canales que se incorporarían a la plataforma Vía Digital, de la cual era propietaria. En ese evento se anunció que Vía Digital aumentaría su oferta con siete canales más, que entre ellos estaba Canal Campero.
El 26 de diciembre, Canal Campero inició sus emisiones junto a los seis canales ya anunciados.
El canal también estuvo presente durante sus años de vida en operadores de cable, como Euskaltel o Telecable.
El 21 de julio de 2003, el canal cesó las emisiones debido a que Vía Digital se fusionó mediante absorción con Canal Satélite Digital. El canal también cesó en los operadores de cable ya que Antena 3 Temática lo creó especialmente para Vía Digital, como otros canales también producidos por la empresa como Punto de venta o Canal Megatrix. Canal Campero fue uno de los canales que desaparecieron a causa de la fusión.

## Programación
Su programación constaba de cuatro horas diarias que se repetían seis veces, completando así las 24 horas cada día.